# Guai a chi ci tocca
Guai a chi ci tocca è il secondo album, nato dalla collaborazione tra i 99 Posse e i Bisca
Dopo il doppio CD Incredibile opposizione tour 94 registrato nel 1994, tornano i Bisca 99 Posse per presentare un nuovo lavoro dalle sonorità molto varie.

## Descrizione
L'album presenta oltre alle canzoni in tutto stile Bisca99Posse, anche pezzi recitati come nel caso della terza traccia contenente uno spezzone di uno dei molti monologhi del comico napoletano Massimo Troisi o della traccia "Resiste Chiapas" che è un remix del canto popolare dell'EZLN dove viene ripetuto il motto: "Zapata vive, la lucha sigue"
Il disco è stato registrato alla Flying Recording di Napoli da Enzo Rizzo e allo studio Splash di Napoli da Massimo Aluzzi, e mixato al Capri Digita Studios Capri
- Disegni: Daniele Bigliardo
- Fotografie: Pino Guerra
- Grafica: Diego Magnetta

## Tracce
1. Scetateve Guagliu' - 04:24
2. No Way - 04:57
3. Omaggio a Massimo - 00:49
4. Guai a chi ci tocca - 04:26
5. Il carabiniere di Siviglia - 00:28
6. 'A Finanziaria - 05:29
7. Resiste Chiapas - 02:05
8. Sudditi - 05:00
9. Il tempo degli autonomi - 00:59
10. Cildren ov babilon - 04:31
11. Sasa' - 01:54
12. Hip Hop Serio - 04:48
13. Tu lo chiami dio - 05:59

## Formazione
- Luca "'O Zulù" Persico - voce
- Sergio "Serio" Maglietta - voce, sax, tastiere
- Elio "100 gr." Manzo - chitarra, cori, tastiere
- Massimo "JRM" Jovine - basso, cori
- Marco "Kaya pezz'8" Messina - campionamenti, programmazione computer
- Claudio "Clark Kent" Marino - batteria, cori
- Maria "Meg" Di Donna - cori